# 사문불경왕자론
사문불경왕자론(沙門不敬王者論)은 중국 동진(東晋)의 승려 여산혜원(廬山慧遠)이 당시의 권력자였던 환현(桓玄)에 맞서 지은 불교 의론서이다.

## 경위

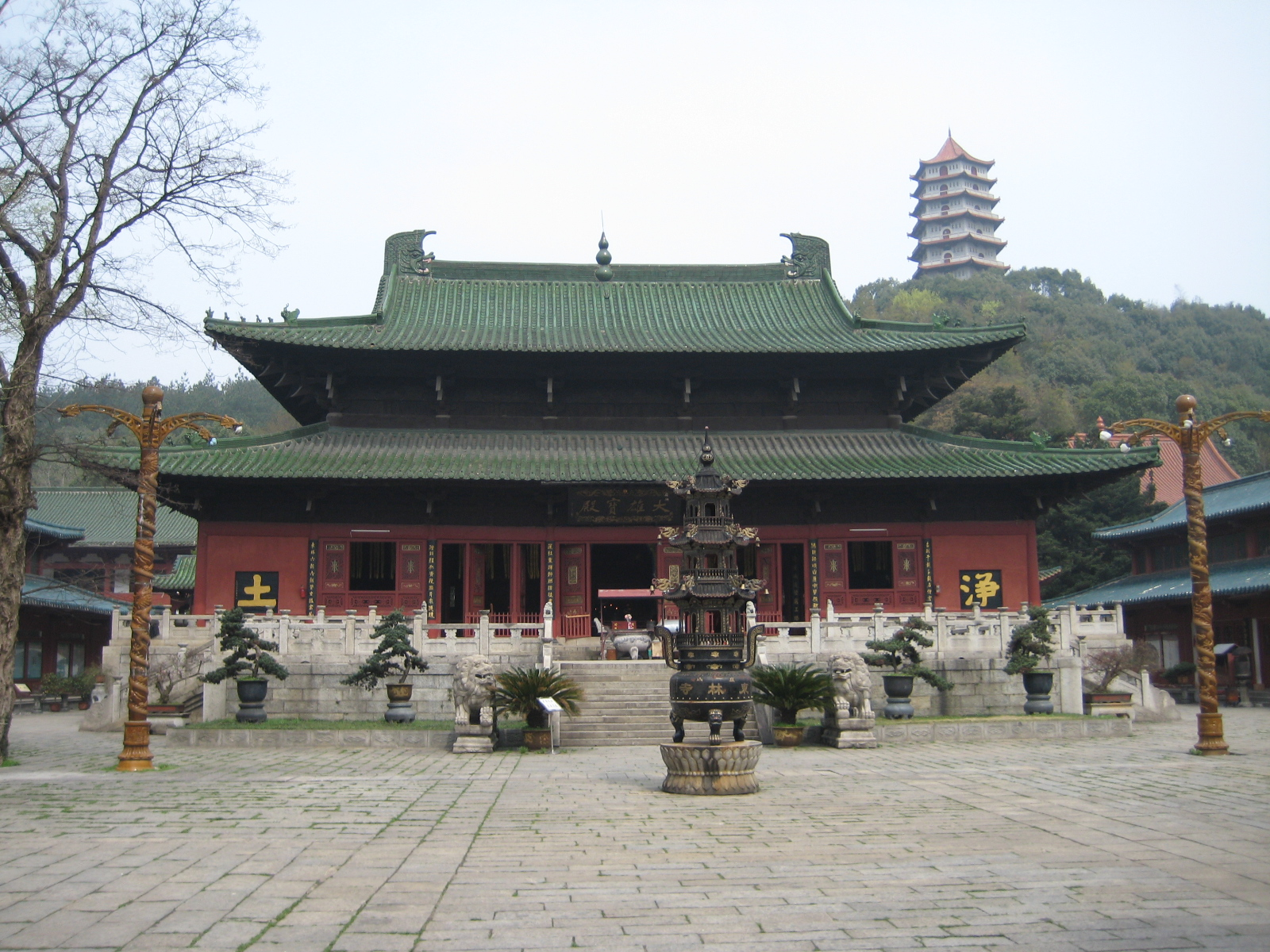
여산 동림사.

어린 나이로 동진의 3대 황제가 되었던 성제(成帝)의 섭정(攝政)을 맡은 유빙(庾冰)은 "사문(沙門)은 왕자(王者)에게 경의를 표해야 한다"고 밝혔고, 이에 대해 하충(何充)・저욱(褚昱)・제갈담(諸葛惔) 등의 유력자들의 반대 의견이 잇따랐다. 분규가 이어졌지만 결론은 나지 않았다.
고숙(姑孰, 안후이성)에서 실권을 장악한 환현은 유빙의 주장을 내세워 동림사(東林寺)의 혜원에게 계속해 편지를 보냈고 여기에 혜원도 답장을 통해 반박하였다. 얼마 안 가서 환현이 장강(長江) 중류 지역을 근거지로 초(楚)를 자칭하고 동진으로부터의 독립을 선언, 제위를 찬탈하기에 이르렀고, 다시 혜원에게 편지를 보내 자신의 권세를 내세우며 자신의 주장을 펼쳤다. 이때 환현에 맞선 혜원의 반론이 바로 「사문불경왕자론」이었고, 결국 환현은 혜원을 굴복시키는 데에 실패했다. 이로서 당시의 사문들은 세속과는 구별되는 자신들의 본연의 모습을 유지할 수 있게 되었다.
다만 혜원의 이론은 남북조시대(南北朝時代) 안에서 유효했으며, 당(唐) 초기에 이러한 논의가 재현되면서 강대화해지던 황제권(왕법) 앞에 불법은 절차 열세에 몰리게 되어 북송(北宋) 초에 이르러 불법이 왕법에 완전히 종속되는 지경에 이르고 말았다.

## 내용
논의 전체는 다섯 부분으로 구성되어 있다.
1. 재가(在家) - 명교(名教)에 기반한 재가자의 세속적 윤리에 대한 서술.
2. 출가(出家) - 불법에 기반한 출가자(사문)의 중생 제도의 입장에 대한 서술.
3. 구종불순화(求宗不順化) - 열반(涅槃)의 경지를 요구하는 사문은 강권을 손에 쥔 왕자, 군주와는 대등하다는 주장.
4. 체극불겸응(體極不兼應) - 부처와 주공(周公)과 공자(孔子)가 방법의 차이는 있을지언정 그 귀결되는 지점은 동일하다는 주장.
5. 형진신불멸(形盡神不滅)5 - 신불멸론(神不滅論)을 전개.